# Beta Fornacis
Beta Fornacis (49 Fornacis) é uma estrela dupla na direção da Fornax. Possui uma ascensão reta de 02h 49m 05.36s e uma declinação de −32° 24′ 22.6″. Sua magnitude aparente é igual a 4.45. Considerando sua distância de 169 anos-luz em relação à Terra, sua magnitude absoluta é igual a 0.88. Pertence à classe espectral G8III.